# Alfred Fiedler (Volkskundler)
Alfred Max Fiedler (* 22. Juli 1903 in Dresden; † 14. Februar 1983 ebenda) war ein deutscher Volkskundler aus Sachsen.

## Leben
Alfred Fiedler wurde im Dresdner Stadtteil Striesen geboren. Er besuchte nach der Volks-, später die Bürgerschule in seiner Heimatstadt. Ab 1917 ging er auf das Freiherrlich von Fletschersche Lehrerseminar in Dresden-Neustadt, das er 1924 erfolgreich abschloss. Zunächst wirkte er als Hauslehrer in Thürmsdorf, dann unterrichtete er drei Jahre an der Dorfschule in Struppen. In dieser Zeit lernte er die Natur und Landschaft der Sächsischen Schweiz zu schätzen und zu lieben.
Er legte die Wahlfähigkeitsprüfung im Herbst 1927 ab. Danach entschloss er sich, ein Studium der Geschichte, Germanistik und Pihlisophie an der Universität Leipzig aufzunehmen, das er ab Ostern 1928 antrat. 1933 legte er dort die Staatsprüfung für das höhere Lehramt ab. Er promovierte mit einer Dissertation über Wilhelm Traugott Krug.
Bis zur Einberufung zum Wehrdienst in der Deutschen Wehrmacht war Alfred Fiedler als Lehrer tätig und begann in seiner Freizeit heimat- und volkskundlich zu arbeiten. So erfasste er mit Albert Zirkler Sitten und Gebräuche im Kreis Dresden, woraus 1937 ein unveröffentlichtes Manuskript entstand. Am 10. November 1937 beantragte er die Aufnahme in die NSDAP und wurde rückwirkend zum 1. Mai desselben Jahres aufgenommen (Mitgliedsnummer 5.870.544).
Nach dem Zweiten Weltkrieg konnte Alfred Fiedler aufgrund seiner früheren Parteimitgliedschaft den Lehrerberuf nicht mehr aufnehmen. Er war nun u. a. mit wissenschaftlichen Forschungen zur Haus- und Trachtenkunde beschäftigt, bevor er 1948 eine Stelle am Institut für Volkskunde in Dresden erhielt. 1953 wechselte er an das von Paul Nedo gegründete Institut für Volksforschung in Leipzig, wo er bis 1962 tätig war. Anschließend kehrte er wieder an das Institut für Volkskunde nach Dresden (das spätere Institut für Volkskunde und Kulturgeschichte) zurück, wo er wissenschaftlicher Arbeitsleiter wurde und sich vor allem mit Volkskunst, Volkstrachten und sprachlicher Volksüberlieferung beschäftigte.
Alfred Fiedler war Mitglied des Ausschusses für deutsche Hausforschung bei der Deutschen Akademie der Wissenschaften (später: Akademie der Wissenschaften der DDR) in Berlin. Dort betreute er ab 1963 die Erfassung denkmalwürdiger Bauten auf dem Land.
1983 starb Alfred Fiedler in Dresden-Klotzsche.

## Nachlass
Sein schriftlicher Nachlass befindet sich heute im Sächsischen Staatsarchiv – Hauptstaatsarchiv Dresden.